# Lunsar
Lunsar – miasto w północno-zachodnim Sierra Leone, drugie co do wielkości miasto dystryktu Port Loko w Prowincji Północnej; mieszka tu ok. 49 tys. osób (stan z 2004 roku). Dominującą grupą etniczną są tu Temne.